# بیلی وبر
بیلی وبر (انگلیسی: Billy Weber؛ زادهٔ) یک کارگردان، و تدوین‌گر اهل ایالات متحده آمریکا است.

## فیلمشناسی به عنوان تدوینگر
- روزهای بهشت (مالیک، ۱۹۷۸)
- سلحشوران (فیلم) (والتر هیل (کارگردان)), ۱۹۷۹)
- ۴۸ ساعت (هیل، ۱۹۸۲)
- پلیس بورلی هیلز (برست، ۱۹۸۴)
- ماجراجویی بزرگ پی‌وی (تیم برتون، ۱۹۸۵)
- تاپ گان (اسکات، ۱۹۸۶)
- پلیس بورلی هیلز ۲ (اسکات، ۱۹۸۷)
- گریز نیمه‌شب (برست، ۱۹۸۸)
- روزهای تندر (تونی اسکات، ۱۹۹۰)
- قتل در سال ۱۶۰۰ (فیلم ۱۹۹۷)
- خط باریک سرخ (فیلم) (مالیک، ۱۹۹۸)
- بول‌ورث (وارن بیتی, ۱۹۹۸)
- دختر شایسته اخلاق (فیلم) (دونالد پتری، ۲۰۰۰)
- وقت نمایش (فیلم) (تام دی، ۲۰۰۲)
- جیلی (فیلم) (مارتن برست، ۲۰۰۳)
- ناچوی قهرمان (هس، ۲۰۰۶)
- رئیس مزرعه (استیو اودکرک، ۲۰۰۶)
- نمایش مصائب (فیلم) (Glazer, ۲۰۱۰)
- درخت زندگی (فیلم) (مالیک، ۲۰۱۱)